# Лейка

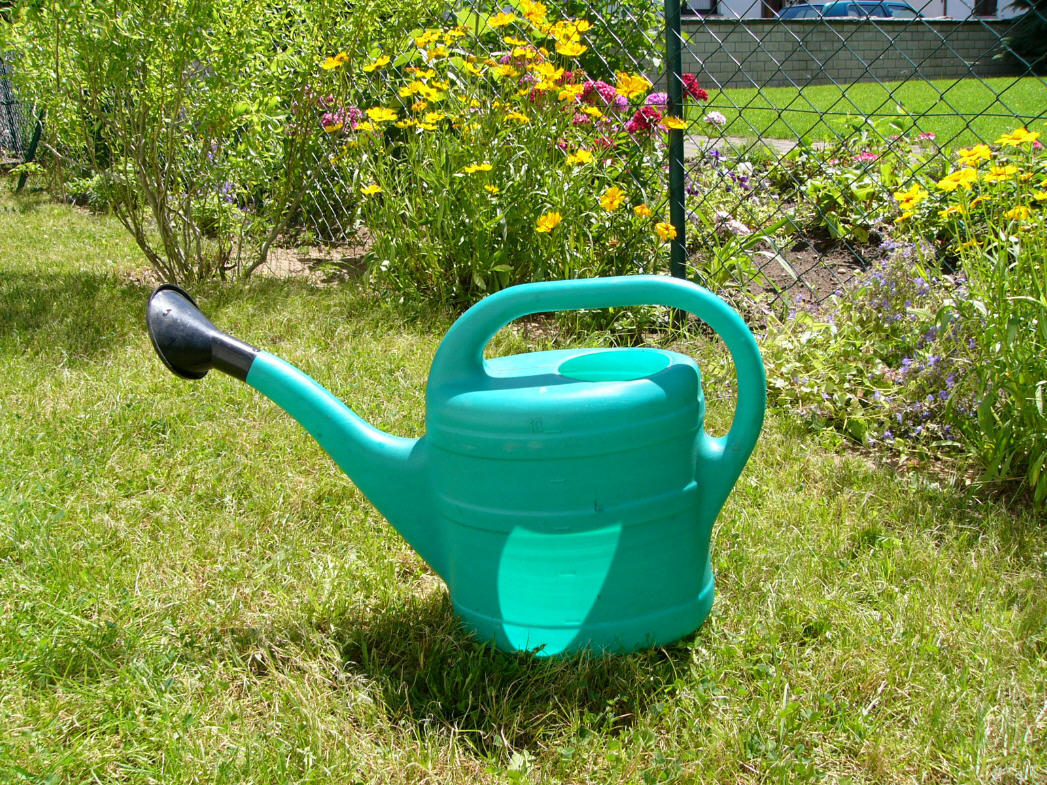
Пластмассовая лейка

Ле́йка — сосуд для поливки растений.
Лейка — простейший инструмент для капельного полива. Современные системы капельного и микрокапельного орошения более сложны, но и более эффективны.

## Устройство и применение
Составными частями лейки являются корпус, ручка, носик и рассеиватель. Специальная форма лейки способствует доставке воды в нужной дозировке в нужное место. С помощью рассеивателя (обычно съёмного) лейка может работать в режиме «дождь».
Лейки производят из оцинкованной стали, а также из полиэтилена, керамики и других материалов.

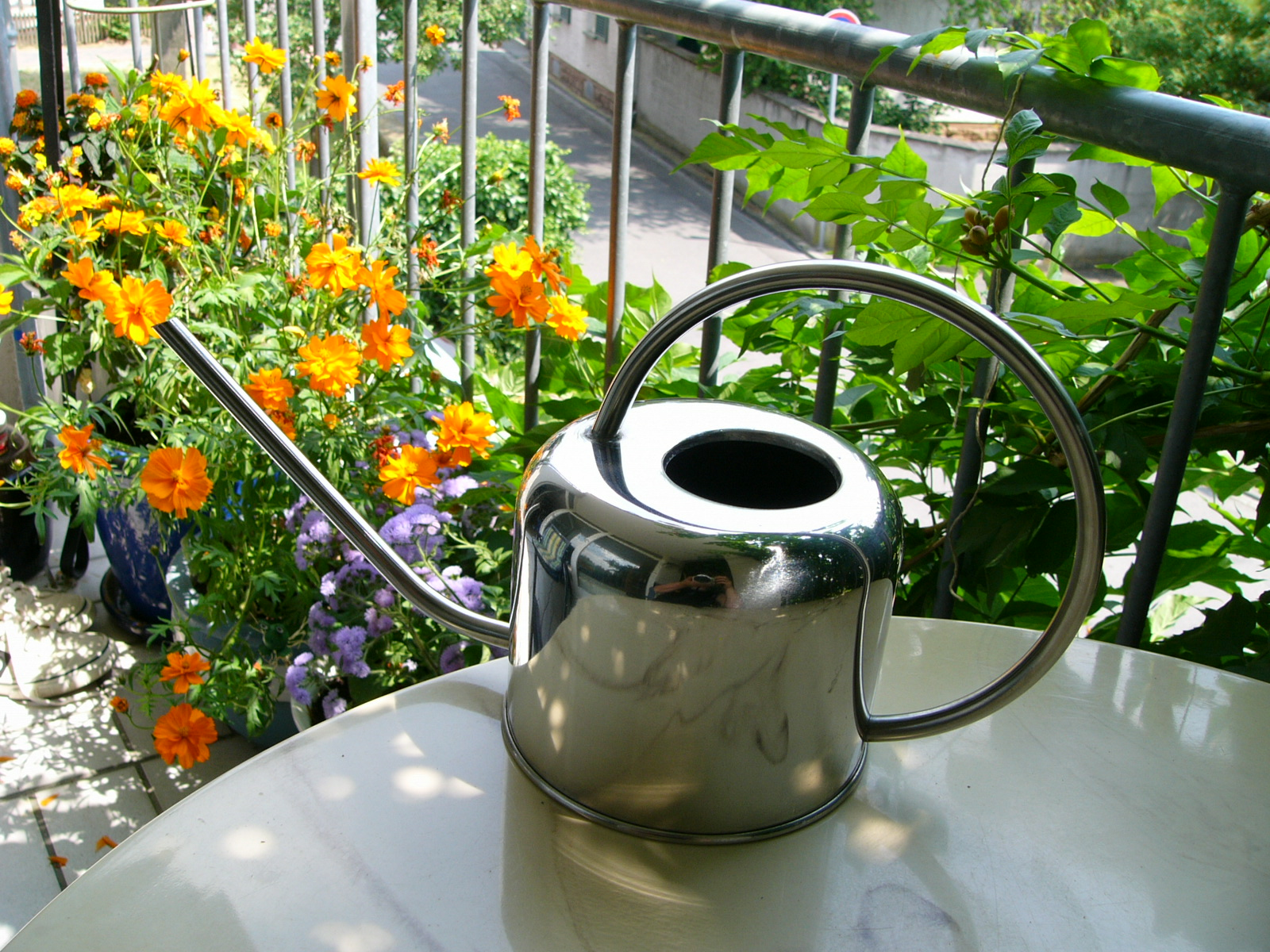
Лейка для комнатных растений

Для комнатных растений используют более маленькие лейки (чаще всего ёмкостью до двух литров), с бо́льшими требованиями к оформлению и внешнему виду чем у больших леек (ёмкость до 15 л) для садоводства. Кроме того, у них носик длиннее и у́же по отношению к корпусу, чем у больших леек.

## Лейка в искусстве
Лейка нередко изображается в жанровой живописи и на жанровых портретах, обычно как атрибут молодой девушки или девочки, ухаживающей за садовыми цветами. Среди многих примеров можно назвать полотно Ренуара «Девочка с лейкой» (1876), ряд картин Д. Р. Найта («Хризантемы», ок. 1898, «Поливальщица в саду», 1912), несколько произведений В. Жильбера («Юная женщина в цветущем саду», ок 1885, «Уход за цветами»), картины Й. С. Нильсона «Девочка, поливающая клумбу с розами», Ф. Фабби «Юная красавица, поливающая цветы». Во всех этих случаях лейка — символ, связывающий образ прекрасного юного создания с красотой цветов, выступающих объектом её заботы.
В XX веке лейка часто появляется в натюрмортах, таких как полотно П. П. Кончаловского «Сирень, ведро и лейка» (1955).
В последнее время сами лейки становятся объектом искусства. Декорированные в технике росписи, декупажа, чеканки и т. п. лейки служат для полива домашних растений, используются как вазы или самостоятельные декоративные объекты.

П. О. Ренуар «Девочка с лейкой» (1876)
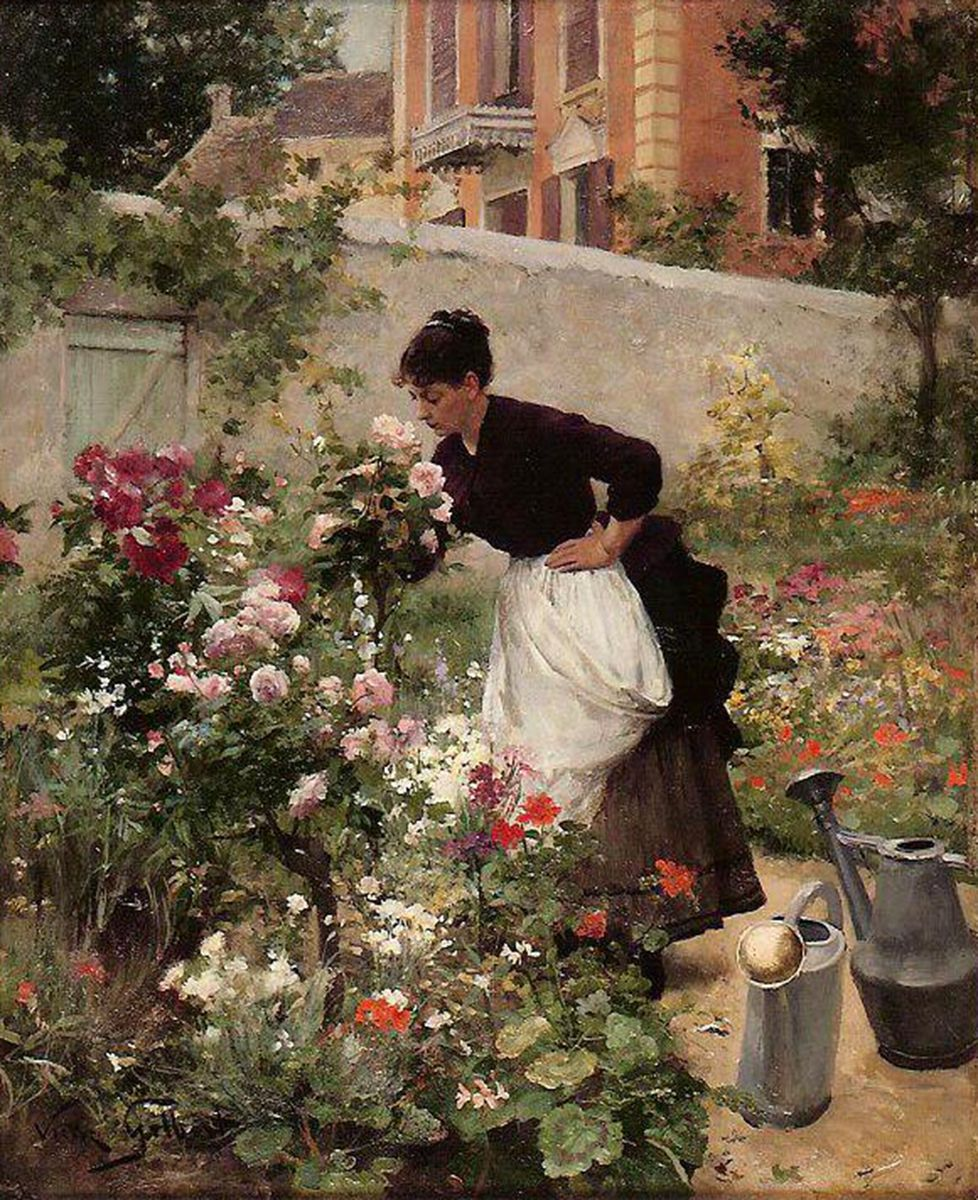
В. Жильбер «Юная женщина в цветущем саду» (ок. 1885)
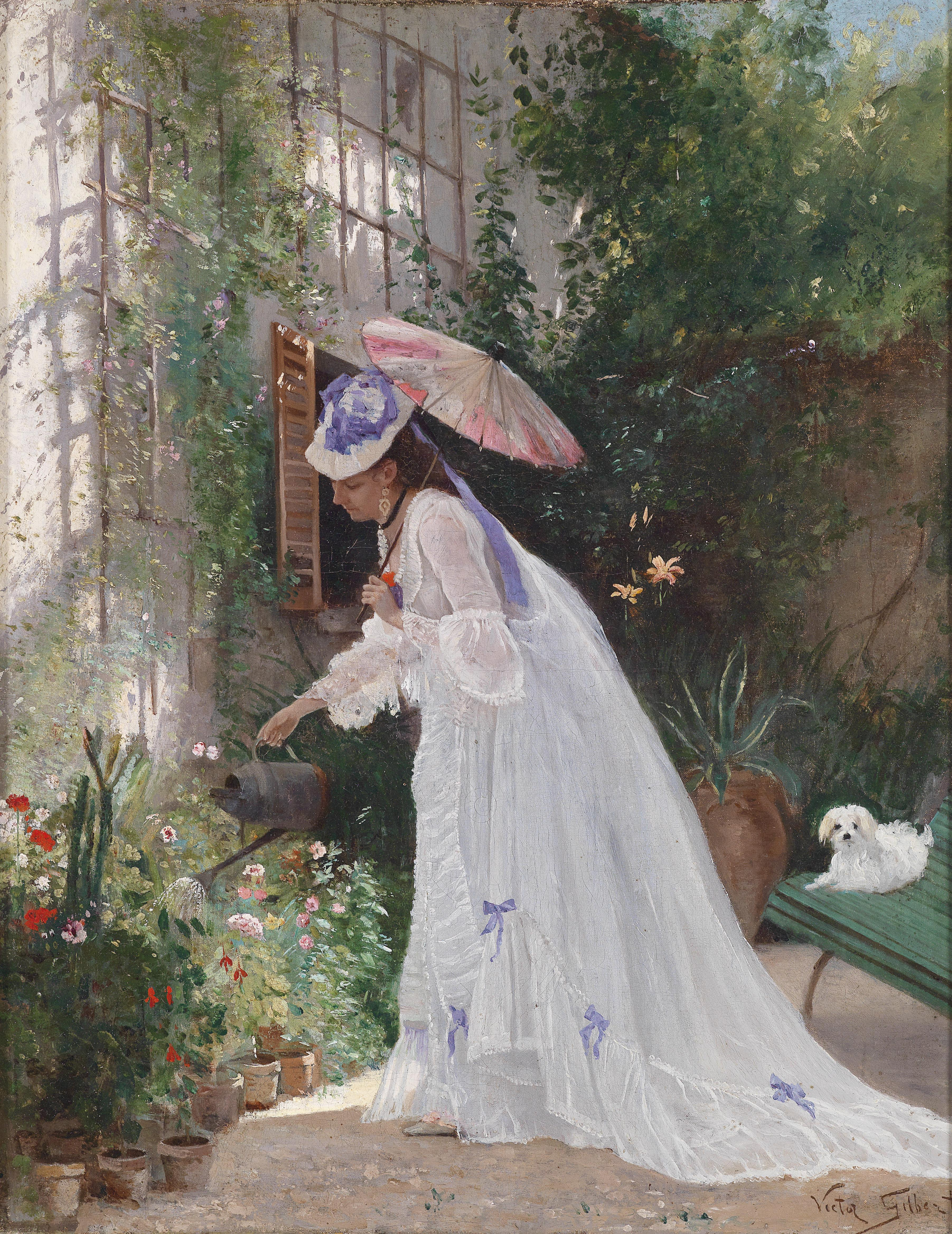
В. Жильбер «Уход за цветами»
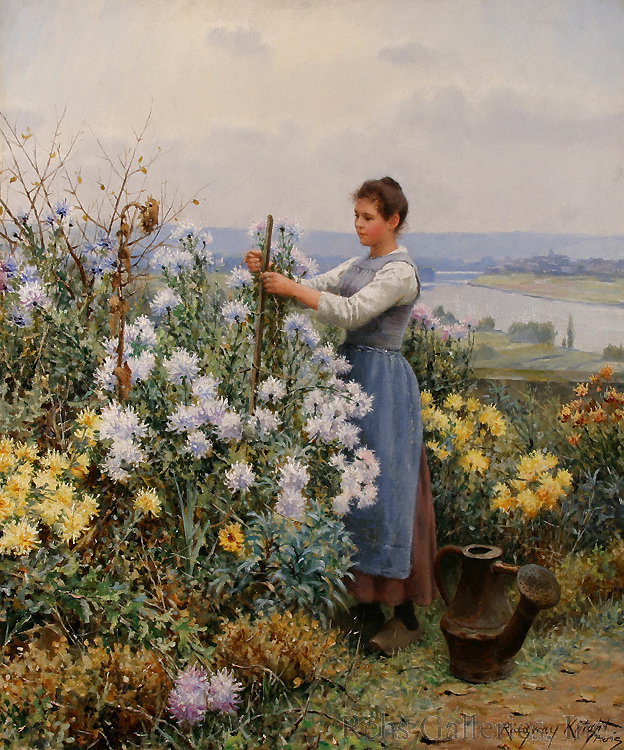
Д. Р. Найт «Хризантемы» (ок. 1898)
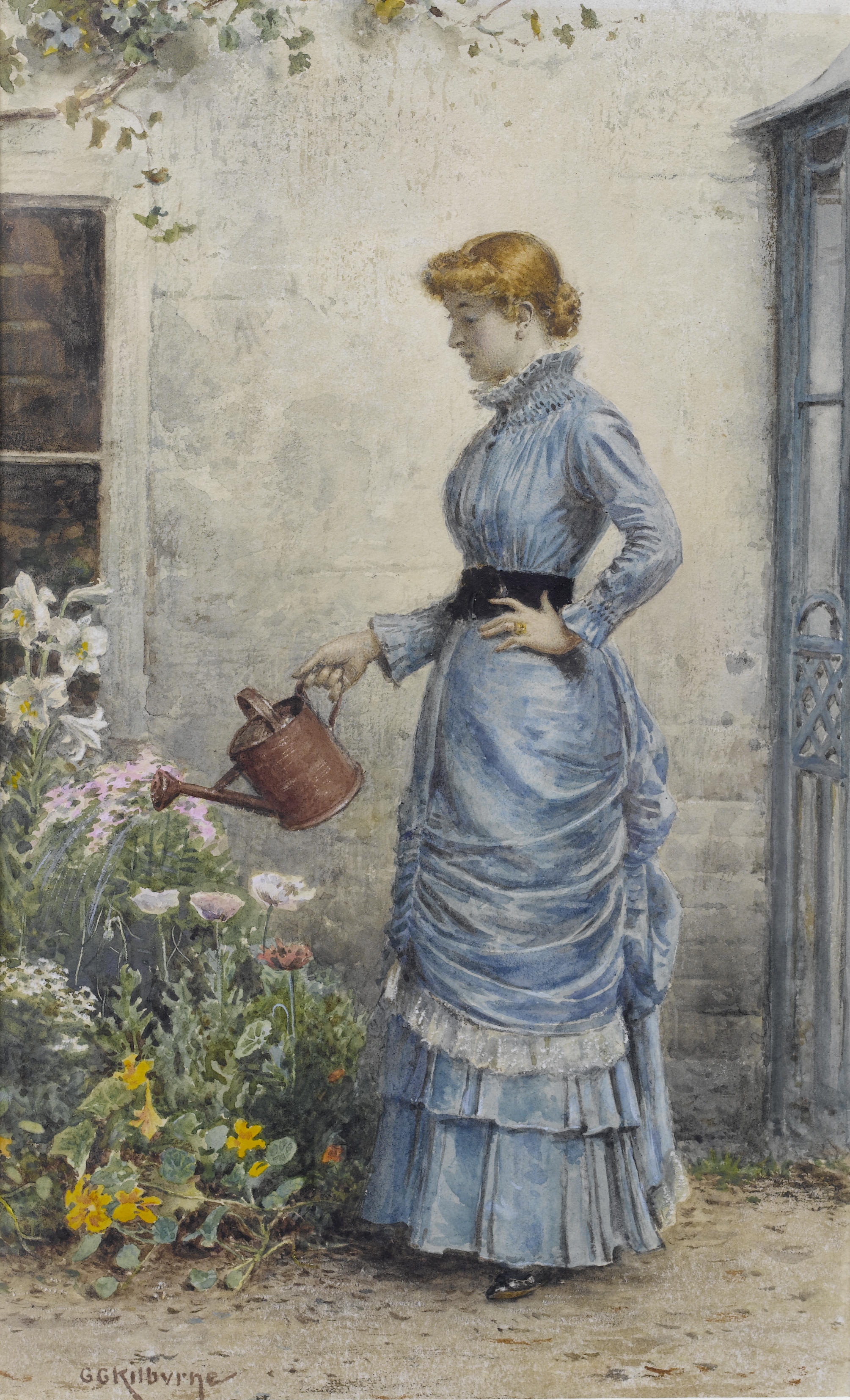
Дж. Г. Килберн «Поливальщица цветов» (ок. 1924)
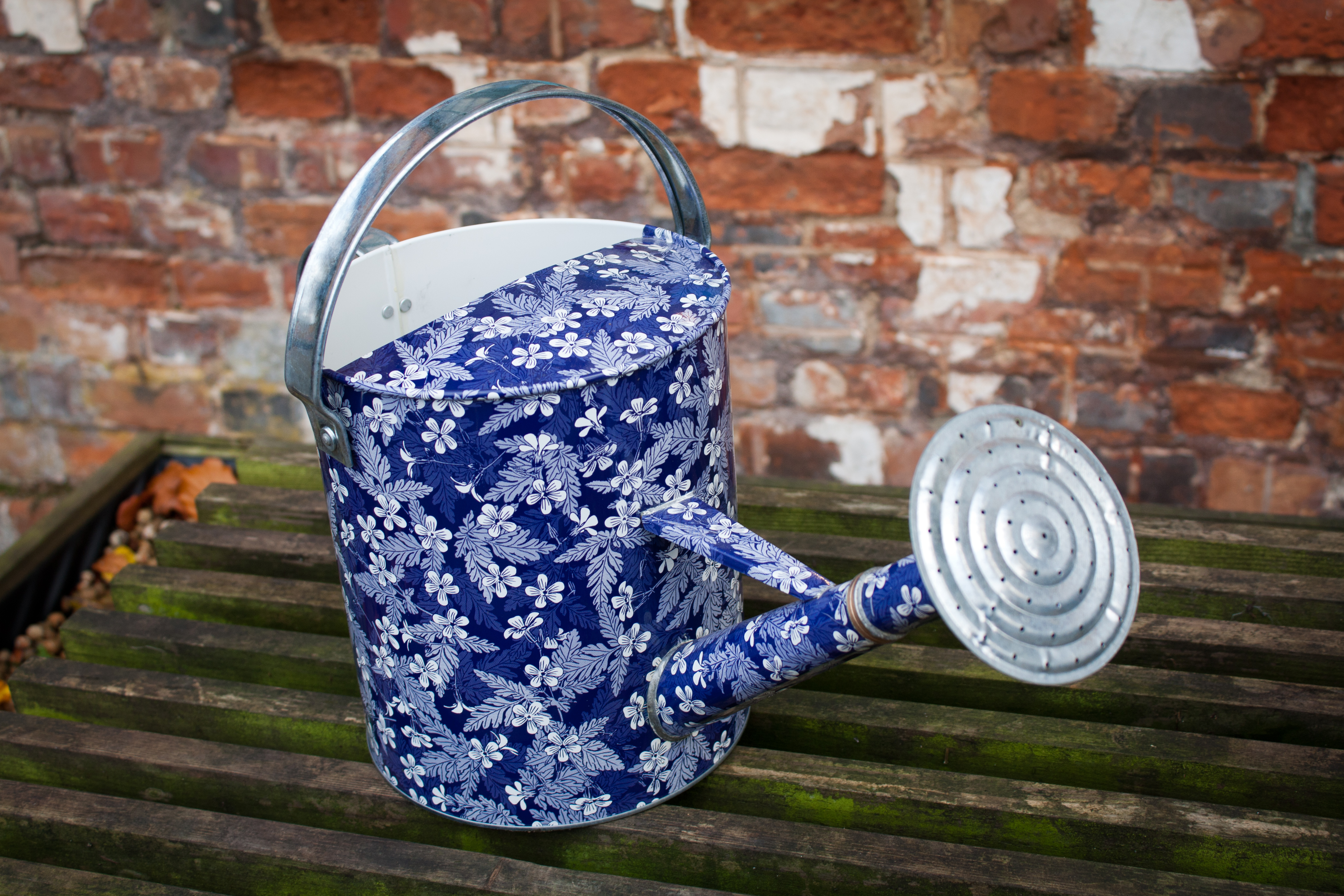
Декоративная лейка